# Meroplius albuquerquei
Meroplius albuquerquei är en tvåvingeart som beskrevs av Silva 1990. Meroplius albuquerquei ingår i släktet Meroplius och familjen svängflugor. Inga underarter finns listade i Catalogue of Life.